# Sigalens

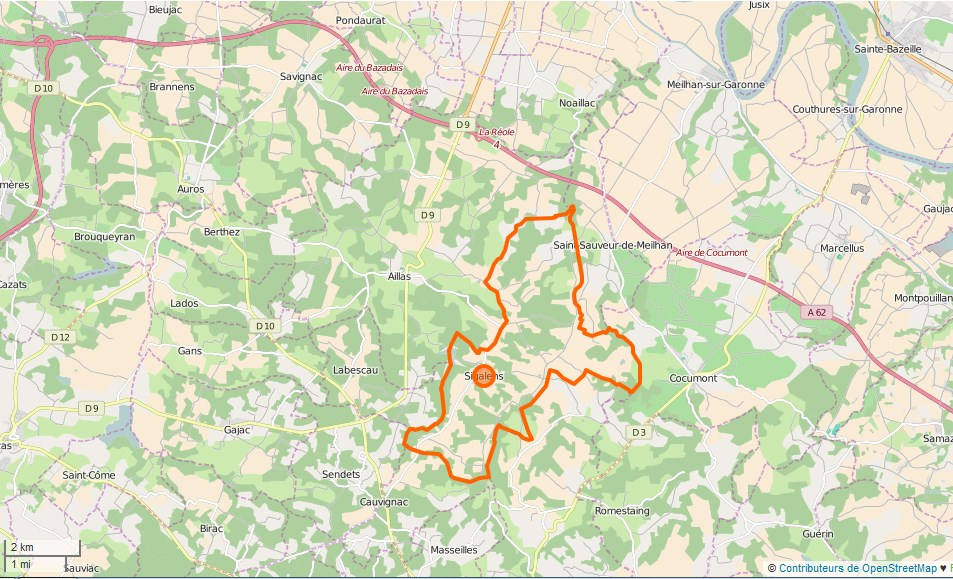
Gemeindegrenzen von Sigalens

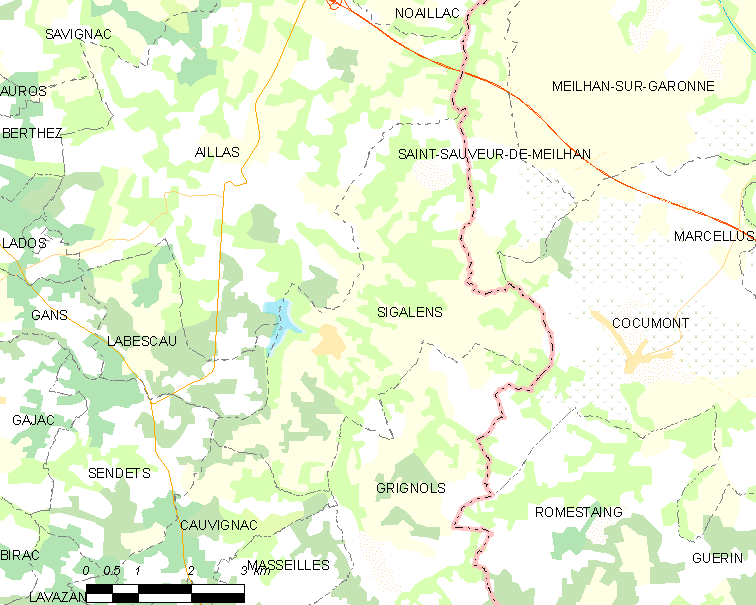
Umgebungskarte

Sigalens ist eine französische Gemeinde mit 342 Einwohnern (Stand 1. Januar 2022) im Département Gironde in der Region Nouvelle-Aquitaine.

## Geografie
Sigalens befindet sich unweit der Grenze zum Département Lot-et-Garonne, 68 Kilometer südöstlich von Bordeaux, 23 Kilometer südöstlich von Langon und zwölf Kilometer östlich von Auros. Die benachbarten Gemeinden sind Saint-Sauveur-de-Meilhan im Nordosten, Cocumont im Osten, Grignols im Südosten, Cauvignac im Süden, Sendets im Südwesten und Aillas im Nordwesten.
Ein Autobahnanschluss der Autoroute A62 befindet sich 8 Kilometer nördlich von Sigalens. Der nächste Bahnhof ist 17 Kilometer von der Ortschaft entfernt. Er befindet sich in La Réole an der Linie Bordeaux – Sète der SNCF und der TER Aquitaine.

## Geschichte
Die Gemeinde Sigalens entstand 1851 mit Hilfe der Gemeinde Aillas, als die Pfarreien Aillas, Sigalens, Aillas-le-Vieux, Glayroux und Monclaris sich neu formierten.
Im März 1857 sonderte sich ein Grundbuchsektor von Sigalens ab. Das ihm zugeteilte Gebiet ging in der Folge an die benachbarte Gemeinde Cocumont über.

### Bevölkerungsentwicklung
| 1962 | 1968 | 1975 | 1982 | 1990 | 1999 | 2006 | 2017 |
| ---- | ---- | ---- | ---- | ---- | ---- | ---- | ---- |
| 310  | 346  | 292  | 252  | 239  | 238  | 275  | 381  |

## Sehenswürdigkeiten
- Die Kirche Saint-Pierre wurde im 17. Jahrhundert erbaut.
- In Aillas-le-Vieux bestand früher die Kirche Notre-Dame. Ihr Inventar ist seit 1987 als historisches Monument anerkannt. Diese Kirche enthält eine Statue von Maria.
- Die Kirche Saint-Martin wurde im 13. und 14. Jahrhundert gebaut. Sie wurde zwischen 1680 und 1822 restauriert.[1]

Siehe auch: Liste der Monuments historiques in Sigalens